# Municipio de Symmes (Illinois)
El municipio de Symmes (en inglés: Symmes Township) es un municipio ubicado en el condado de Edgar en el estado estadounidense de Illinois. En el año 2010 tenía una población de 1158 habitantes y una densidad poblacional de 10,54 personas por km².

## Geografía
El municipio de Symmes se encuentra ubicado en las coordenadas 39°32′12″N 87°42′25″O / 39.53667, -87.70694. Según la Oficina del Censo de los Estados Unidos, el municipio tiene una superficie total de 109.89 km², de la cual 109,78 km² corresponden a tierra firme y (0,1 %) 0,11 km² es agua.

## Demografía
Según el censo de 2010, había 1158 personas residiendo en el municipio de Symmes. La densidad de población era de 10,54 hab./km². De los 1158 habitantes, el municipio de Symmes estaba compuesto por el 99,74 % blancos, el 0,09 % eran asiáticos y el 0,17 % eran de una mezcla de razas. Del total de la población el 0,35 % eran hispanos o latinos de cualquier raza.